# V-League (maschile)
La V-League è la massima serie del campionato sudcoreano di pallavolo maschile: al torneo partecipano sette squadre di club sudcoreane e la squadra vincitrice si fregia del titolo di campione della Corea del Sud.

## Albo d'oro
| Anno             | Podio              | Podio              | Podio              |
| Campione         | Seconda            | Terza              |                    |
| ---------------- | ------------------ | ------------------ | ------------------ |
| 2005 Dettagli    | Samsung Bluefangs  | Hyundai Skywalkers | LG Fire            |
| 2005-06 Dettagli | Hyundai Skywalkers | Samsung Bluefangs  | LG Fire Greaters   |
| 2006-07 Dettagli | Hyundai Skywalkers | Samsung Bluefangs  | Korean Air Jumbos  |
| 2007-08 Dettagli | Samsung Bluefangs  | Korean Air Jumbos  | Hyundai Skywalkers |
| 2008-09 Dettagli | Samsung Bluefangs  | Hyundai Skywalkers | Korean Air Jumbos  |
| 2009-10 Dettagli | Samsung Bluefangs  | Hyundai Skywalkers | Korean Air Jumbos  |
| 2010-11 Dettagli | Samsung Bluefangs  | Korean Air Jumbos  | Hyundai Skywalkers |
| 2011-12 Dettagli | Samsung Bluefangs  | Korean Air Jumbos  | Hyundai Skywalkers |
| 2012-13 Dettagli | Samsung Bluefangs  | Korean Air Jumbos  | Hyundai Skywalkers |
| 2013-14 Dettagli | Samsung Bluefangs  | Hyundai Skywalkers | Korean Air Jumbos  |
| 2014-15 Dettagli | OK Rush & Cash     | Samsung Bluefangs  | KEPCO Vixtorm      |
| 2015-16 Dettagli | OK Rush & Cash     | Hyundai Skywalkers | Samsung Bluefangs  |
| 2016-17 Dettagli | Hyundai Skywalkers | Korean Air Jumbos  | KEPCO Vixtorm      |
| 2017-18 Dettagli | Korean Air Jumbos  | Hyundai Skywalkers | Samsung Bluefangs  |
| 2018-19 Dettagli | Hyundai Skywalkers | Korean Air Jumbos  | Woori Card Wibee   |
| 2019-20 Dettagli | Non assegnato      | Non assegnato      | Non assegnato      |
| 2020-21 Dettagli | Korean Air Jumbos  | Woori Card Wibee   | OK Okman           |
| 2021-22 Dettagli | Korean Air Jumbos  | KB Stars           | KEPCO Vixtorm      |
| 2022-23 Dettagli | Korean Air Jumbos  | Hyundai Skywalkers | KEPCO Vixtorm      |
| 2023-24 Dettagli | Korean Air Jumbos  | OK Okman           | Woori WON          |
| 2024-25 Dettagli | Hyundai Skywalkers | Korean Air Jumbos  | KB Stars           |

## Palmarès
| Squadra            | Titolo | Stagione                                                            |
| ------------------ | ------ | ------------------------------------------------------------------- |
| Samsung Bluefangs  | 8      | 2005, 2007-08, 2008-09, 2009-10, 2010-11, 2011-12, 2012-13, 2013-14 |
| Korean Air Jumbos  | 5      | 2017-18, 2020-21, 2021-22, 2022-23, 2023-24                         |
| Hyundai Skywalkers | 5      | 2005-06, 2006-07, 2016-17, 2018-19, 2024-25                         |
| OK Okman           | 2      | 2014-15, 2015-16                                                    |